# Nuncjatura Apostolska w Maroku
Nuncjatura Apostolska w Maroku – misja dyplomatyczna Stolicy Apostolskiej w Królestwie Marokańskim. Siedziba nuncjusza apostolskiego mieści się w Rabacie.

## Historia
W 1976 papież Paweł VI utworzył Nuncjaturę Apostolską w Maroku. Do 1979 w Maroku akredytowany był pronuncjusz apostolski w Algierii. W latach 1979–1986 urząd pozostawał nieobsadzony. Od 1986 papiescy dyplomaci rezydują w Maroku.

## Nuncjusze apostolscy w Maroku
do 1993 z tytułem pronuncjuszy apostolskich
- abp Sante Portalupi (1976 - 1979) Włoch; pronuncjusz apostolski w Algierii
- abp Bernard Jacqueline (1986 - 1993) Francuz
- abp Domenico De Luca (1993 - 2003) Włoch
- abp Antonio Sozzo (2003 - 2015) Włoch
- abp Vito Rallo (2015 - 2023) Włoch
- abp Alfred Xuereb (2023-) Maltańczyk